# Gouvernement Manuel García Prieto (4)
Royaume d'Espagne
Maura III Romanones III
Le quatrième gouvernement Manuel García Prieto est le gouvernement du royaume d'Espagne, en fonction le 9 novembre 1918 au 5 décembre 1918.